# دوروثي شيا
دوروثي كاميل شيا هي دبلوماسية أمريكية محترفة، في يناير 2025، تم تعيينها سفيرة للولايات المتحدة لدى الأمم المتحدة بعد أن شغلت منصب نائب السفير في عام 2024. كانت شيا سفيرة الولايات المتحدة في لبنان من عام 2020 إلى عام 2023. في 7 ديسمبر 2022، حصلت على جائزة الرتبة الرئاسية المتميزة لإنجازها الاستثنائي المستدام. في 3 يناير 2023، أعلن الرئيس الأمريكي جو بايدن عن نيته ترشيحها نائبة لممثل الولايات المتحدة الأمريكية لدى الأمم المتحدة، برتبة ومكانة سفيرة فوق العادة ومفوضة، ونائبة لممثل الولايات المتحدة الأمريكية في مجلس الأمن التابع للأمم المتحدة وكذلك ممثلة الولايات المتحدة الأمريكية في دورات الجمعية العامة للأمم المتحدة.
في 20 يناير 2025، تولت شيا منصب القائم بأعمال سفير الولايات المتحدة لدى الأمم المتحدة بعد أن تم تعيينه في هذا المنصب من قبل الرئيس دونالد ترامب.

## التعليم والحياة المهنية
حصل شيا على درجة البكالوريوس في الآداب من جامعة فرجينيا، ودرجة الماجستير في العلوم من جامعة جورج تاون، ودرجة الماجستير في العلوم من الكلية الحربية الوطنية.
وهي عضو مهني في الخدمة الخارجية العليا، فئة وزير مستشار. عملت كنائبة ضابط رئيسي في القنصلية الأمريكية العامة في القدس، ومديرة مكتب المساعدة لآسيا والشرق الأدنى في مكتب السكان واللاجئين والهجرة، وزميلة بيرسون في لجنة العلاقات الخارجية بمجلس الشيوخ. كما عملت كمستشارة سياسية/اقتصادية في سفارة الولايات المتحدة في تونس، تونس، ومسؤولة سياسية في سفارة الولايات المتحدة في تل أبيب، إسرائيل، ومديرة الديمقراطية وحقوق الإنسان في مجلس الأمن القومي، ومساعدة خاصة للمبعوث الخاص لقضايا جرائم الحرب في وزارة الخارجية الأمريكية. قبل تعيينها سفيرة، عملت كنائبة رئيس بعثة السفارة الأمريكية في القاهرة، مصر، من عام 2017 إلى عام 2020.

### سفيرة الولايات المتحدة الأمريكية في لبنان

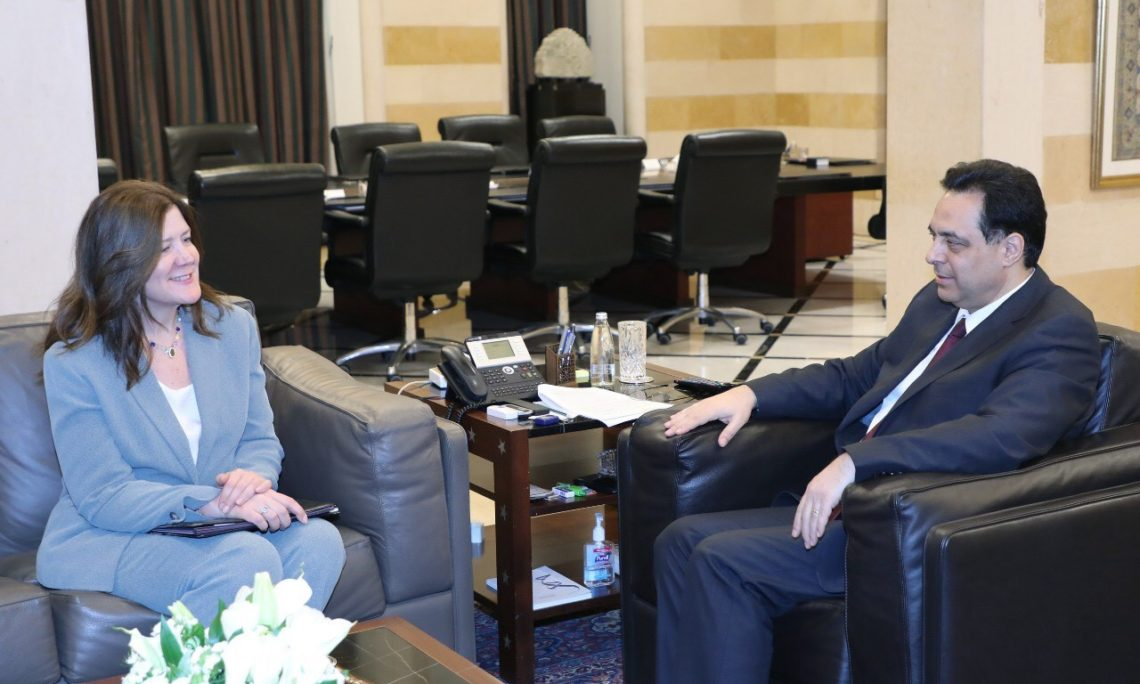
شيا مع رئيس الوزراء اللبناني حسن دياب في عام 2020

في 11 أكتوبر 2019، أعلن الرئيس دونالد ترامب عن نيته ترشيح شيا لتكون السفيرة القادمة للولايات المتحدة في لبنان. في 17 أكتوبر 2019، أُرسل ترشيحها إلى مجلس الشيوخ الأمريكي. في 17 ديسمبر 2019، عُقدت جلسة استماع بشأن ترشيحها أمام لجنة العلاقات الخارجية بمجلس الشيوخ. في 15 يناير 2020، أُبلغ عن ترشيحها خارج اللجنة. في 11 فبراير 2020، تم تأكيد ترشيحها بالإجماع من خلال تصويت الكلام. قدمت أوراق اعتمادها إلى الرئيس ميشال عون في 11 مارس 2020.

### حظر وسائل الإعلام
في غضون بضعة أشهر من توليها منصب السفيرة في لبنان، انتقدت شيا حزب الله صراحةً، وهو جماعة مسلحة ومنظمة سياسية في لبنان صنفتها الولايات المتحدة وعدة دول أخرى كمنظمة "إرهابية". اتهمت شيا حزب الله بالتدخل في محاولات تحسين الاقتصاد اللبناني المدمر واستنزاف مليارات الدولارات من أموال الحكومة اللبنانية. كما انتقدت خطابًا لزعيم حزب الله حسن نصر الله ألقى فيه باللوم على الولايات المتحدة في الأزمة الاقتصادية. في يونيو 2020، وعقب تصريحاتها، اتهمها الفقيه اللبناني محمد مازح بانتهاك اتفاقية فيينا للعلاقات الدبلوماسية. وقال إن تعليقاتها تدخلت في الشؤون الداخلية للبنان، و"أساءت إلى العديد من اللبنانيين"، وزادت من التوترات الطائفية. أصدر مازح أمرًا يمنعها من الإدلاء بأي تصريح عام، بالإضافة إلى منع أي وسيلة إعلام محلية أو أجنبية تعمل في لبنان من إجراء مقابلات معها أو تحت طائلة غرامة قدرها 200 ألف دولار. إلا أن القرار لم يُنفذ، واستُدعي مازح للمثول أمام هيئة التفتيش القضائي. رفض مازحًا وقدّم استقالته. وقبلتها وزيرة العدل ماري كلود نجم في 14 تموز/يوليو.